# Quel bazar !
Pour plus de détails, voir Fiche technique et Distribution.
Quel bazar ! (The Clock Store) est un court métrage d'animation américain de la série des Silly Symphonies réalisé par Wilfred Jackson, pour Columbia Pictures, sorti le 28 septembre 1931.

## Synopsis
Un vieil allumeur de réverbères fait sa tournée dans un village néerlandais, dansant une valse entre les lampes. Dans une horlogerie, les objets s'animent et se mettent à danser principalement sur un menuet de Mozart : tel que l'horloge avec un homme et une femme, deux aristocrates habillés dans des costumes du Second Empire.

## Fiche technique
- Titre original : The Clock Store
- Autres Titres[2] :
  -  France : Quel bazar !
  -  États-Unis : The Clock Shop, In the Clock Store, In a Clock Store (d'après le dépôt de Copyright[1],[3])
  -  Suède : Ur led är tiden
- Série : Silly Symphonies
- Réalisateur : Wilfred Jackson
- Animateur[3] : Johnny Cannon, Cecil Surrey, Chuck Couch, Harry Reeves, Hardie Gramatky, Frenchy de Trémaudan, Tat[4], Albert Huerter, Ben Sharpsteen, Charles Byrne, Jack King, Rudy Zamoraassisté d'Ed Benedict, Joe D'Igalo
- Décors : Carlos Manriquez, Emil Flohri, Mique Nelson
- Layout : Charles Philippi
- Producteur : Walt Disney
- Société de production : Walt Disney Productions
- Distributeur : Columbia Pictures
- Date de sortie :
  - Annoncée : 28 septembre 1931[2],[3]
  - Prévisualisation [3] : 11 septembre 1931 à l'Alexandria de Glendale
  - Dépôt de copyright : 7 octobre 1931
  - Première à New York : 13 au 18 novembre 1931 au Roxy en première partie d'Ambassador Bill de Sam Taylor
- Format d'image : Noir et Blanc
- Musique : Frank Churchill[3]
  - Extrait de In a Clock Store (1893) de Charles Orth
  - Menuet du premier acte de Don Giovanni (1787) de Wolfgang Amadeus Mozart
- Son : Mono
- Durée : 7 min 10 s
- Langue : (en)
- Pays :  États-Unis

## Commentaires
Ce film est connu sous plusieurs titres aux États-Unis. Le nom de travail était The Clock Store ainsi que In a Clock Store, ce dernier nom est celui sous lequel il a été déposé auprès de l'organisme de gestion des droits d'auteur. Mais la presse avait identifié le film sous le nom The Clock Shop puis In the Clock Store. Le titre The Clock Store est toutefois celui le plus couramment utilisé.
Ce court métrage est parfois considéré comme la première Silly Symphonies à avoir été réalisé autour d'une seule composition musicale, le premier acte de Don Giovanni (1787) de Wolfgang Amadeus Mozart. Mais c'est en réalité à The Fox Hunt (20 novembre 1931) que revient cette première car The Clock Store comporte un extrait d'une autre chanson, ce qui n'est pas le cas pour The Fox Hunt.